# 滝沢眞規子
滝沢 眞規子（たきざわ まきこ、1978年7月17日 - ）は、日本の女性ファッションモデル。愛称は、タキマキ。
東京都葛飾区出身。夫はファッションデザイナーの滝沢伸介。3児の母。

## 略歴
父親は東京葛飾で衣料品製造業を経営。母親は専業主婦。兄と妹がいる。
聖徳大学附属女子高等学校、大妻女子大学卒業。
大学時代、原宿のカフェでアルバイトをしていた時に客だった滝沢伸介と知り合う。アルバイトを辞めた後に、原宿で偶然再会したことをきっかけに交際を始め、大学卒業直前の2001年2月1日、22歳で結婚した。夫の望みもあり家庭に入ることを選択し、2003年8月に第1子女児、2007年1月に第2子男児、2008年6月に第3子女児を出産した。

### モデル
スーパーマーケットでの買い物帰りに、ファッション雑誌『VERY』の編集者から声を掛けられ、2009年から同誌の読者モデルとして活動。その後、専属モデルとなり"タキマキ"の愛称で人気を博すと、2016年10月号から表紙モデルにも起用された。2019年12月号で同誌を卒業した。

## 人物
兄は株式会社ネットコンシェルジェ代表取締役の尼口友厚。

## 出演

### テレビ
- ソロモン流（テレビ東京、2013年6月9日）[10]
- バイキング （フジテレビ、2014年4月4日-9月5日 2015年11月6日）金曜隔週レギュラー

### ネット配信
- 秘密のママ園（2025年3月30日 - 、ABEMA） - MC[11][12]

### CM・広告
- Kai Lani[13][14]
- gift（ギフト） 大人のノンシリコンシャンプー[15][16][17]
- トヨタ自動車 - トヨタ・エスティマ[18][19]
- カネボウ化粧品 - COFFRET D'OR[20][21] 2016年2月[22]-
- サントリー - 天然水サーバー[23][24]
- オンワード樫山 - M.S.K. feat. MAKIKO TAKIZAWA[25], 滝沢眞規子に学ぶ"最旬こなれスタイル"[26] 滝沢眞規子がお手本♡ 大人の"秋モードレッスン"[27] 2015年3月[28] -

- 森永乳業 MOW「アイス屋MOW　素材本来の、自然なおいしさ。」篇 (2020年6月30日 -) [29]
- さらさ- 無添加洗剤さらさ「優しく強い さらさ」　2023年8月

## 著書
- 滝沢 眞規子『MY BASIC』光文社〈VERY BOOKS〉、2015年。ISBN 978-4-334-97833-4。

## 受賞
- 第9回ベストマザー賞 文化部門（2016年）[30]